# T18 Howitzer Motor Carriage
Le T18 Howitzer Motor Carriage ou T18 HMC est un projet de canon automoteur de l'US Army Il utilise le châssis du M3 Stuart et un obusier M1A1 de 75 mm.

## Description
Le T18 HMC a une casemate verticale constitué d'acier doux moulé dans lequel est monté à l'avant droit un obusier M1A1 de 75 mm sur une monture basée sur celle du M3 Lee et qui donnent un débattement de 15° de chaque côté et une élévation de −5 à 20°. Une mitrailleuse Browning 1919 peut être installée de chaque côté de la casemate et a une réserve de 4 900 munitions. La mobilité du T18 HMC est comparable à celle du M3 Stuart malgré une masse additionnelle de 0,8 t.

## Développement
En septembre 1941, pour remplacer le projet T3 HMC qui a été abandonné, le développement d'un nouveau véhicule blindé de soutien basé sur un châssis de M3 Stuart et un obusier de 75 mm ou de 105 mm est lancé. Un projet  T17 HMC est d'abord lancé, se basant sur un châssis de M1E3 Combat Car mais abandonné au profit du projet T18 avec un châssis de M3 Stuart. Les études démontrent que le châssis ne serait pas capable de supporter un 105 mm. Une maquette en bois est produite en octobre 1941 puis, deux prototypes de 75 mm, à partir de mai 1942 par Firestone puis envoyé à l'Aberdeen Proving Ground. L'armée rejette le véhicule à cause de la casemate trop haute et du blindage vertical et du manque de visibilité extérieure, le projet est abandonné en 1942 et le projet T41 HMC est lancé avec cette fois-ci une tourelle, il mènera au Howitzer Motor Carriage M8, basé sur un châssis de M5 Stuart.
Après l'abandon du projet, les prototypes sont exposés à l'Aberdeen Proving Ground  puis ils sont fondus en 1947. 